# Borja Gómez
Borja Gómez Rus (San Javier, Región de Murcia, 10 de febrero de 2005 - Magny-Cours, Borgoña-Franco Condado, 3 de julio de 2025)fue un piloto de motociclismo español que participaba en la categoría de SBK en el campeonato de España y en la categoría de SBK en el campeonato de Europa.

## Trayectoria
Borja Gómez, comenzó a competir a nivel nacional en 2014, logrando la tercera plaza el Campeonato de España de Minimotard 65. 
En el año 2015, subió un escalón y alcanzó el segundo puesto. 
Después de pasar por Supermotard llegó a la Copa Kawasaki en 2019, logrando un meritorio tercer puesto.
En 2021, se proclamó vencedor del Campeonato de España de Superbike en categoría Supersport.
En 2022, se convirtió en subcampeón del Campeonato de España de Superbike 1.000 con el equipo Cardoso Team conduciendo una Yamaha, tras Tito Rabat.
El 23 de octubre de 2022, con apenas 17 años debutó en el Mundial de Moto2 con el Flexbox HP40, sustituyendo al Jorge Navarro en el Circuito de Sepang en Malasia.
El 6 de noviembre de 2022, Borja disputó la última prueba del Mundial de Moto2 en el Gran Premio de la Comunidad Valenciana de 2022 en Cheste, en el que lograría sus cuatro primeros puntos en el mundial.

## Muerte
Borja Gómez falleció el 3 de julio de 2025 a los 20 años de edad tras sufrir un accidente en el Campeonato de Europa Stock. El piloto murciano se encontraba entrenando en el circuito de Nevers Magny-Cours, cuando se salió en una curva y fue embestido por otra motocicleta, falleciendo como consecuencia del impacto.